# Shahnavāz-e Vosţá
Shahnavāz-e Vosţá (persiska: شهنواز وسطی) är en ort i Iran.   Den ligger i provinsen Östazarbaijan, i den nordvästra delen av landet, 400 km väster om huvudstaden Teheran. Shahnavāz-e Vosţá ligger 2 049 meter över havet och antalet invånare är 118.
Terrängen runt Shahnavāz-e Vosţá är kuperad söderut, men norrut är den platt.Runt Shahnavāz-e Vosţá är det ganska glesbefolkat, med 22 invånare per kvadratkilometer. Närmaste större samhälle är Owlāmchī, 15,4 km söder om Shahnavāz-e Vosţá. Trakten runt Shahnavāz-e Vosţá består i huvudsak av gräsmarker.